# Levantamiento de ruta (rally)
Un levantamiento de ruta o recce se le llama al reconocimiento previo de la carretera en la que se hará una competencia de Rally . Preferentemente se hace días antes de la competencia, para conocer las condiciones en que se encuentra la carretera en la que se va a correr. piloto como copiloto deben de saber perfectamente donde se inicia y donde termina cada etapa cronometrada, ya que estas etapas son las que contarán para la suma de sus tiempos finales. El levantamiento se hace en cualquier tipo de vehículo menos con el que se va a competir debido a los reglamentos de la FIA, pues se podría tomar como un tipo de ventaja.
Al inicio de cada etapa el piloto debe poner su odómetro en 0, para que este vaya indicando la distancia recorrida. El piloto debe ir indicándole a su copiloto que es lo que tiene que anotar, pues este será el "trazado de la carretera", (la secuencia), para que el piloto sepa lo que le viene a continuación. En el levantamiento, cada curva lleva indicado el grado de dificultad dependiendo de las preferencias del piloto, distancias de las rectas, curvas, imperfectos en la carretera que a la hora de la competencia son muy difíciles de notar, también se puede agregar la técnica que el piloto desea aplicar para cada curva o situaciones con las que él se sienta cómodo. El copiloto por su parte debe anotar algunas referencias para no perder la secuencia de esta a la hora de la competencia. 
El levantamiento es mucho más recomendable hacerlo a la misma hora en la que se va a competir, si no, podría influenciar muchas veces la humedad, sombras y situaciones climatológicas que podrían desconcertar al piloto a la hora de la carrera.
Algunas de las principales formas de levantar de un piloto son las siguientes:  
por grados de dificultad para el piloto, puede ser del 1 al 3 o del 1 al 6 tomando el 1 como la curva más cerrada y que se debe ir lento y el 6, como la más abierta o rápida para tomar, o viceversa.
Otra de las formas es por velocidades, en la cual con un número del 1 al 6 pueden indicar en que velocidad se va a tomar dicha curva.
La más utilizada en el campeonato mundial de rally es por grados de giro del volante. se toman grados del 1 al 8 siendo el 8 un giro del volante muy leve, hasta un 2 que es casi 3/4 del giro del volante.
en cada una de las formas de levantar se pueden indicar puntos clave para el piloto como indicar un + o un - , por fuera, por dentro, cruzar, usar freno de mano, etc.

## Historia

### Origen
El término rally, que en inglés significa: 'encuentro', 'reunión', define una carrera en carretera abierta. Se utilizó posiblemente por primera vez en el Rally de Monte Carlo de 1911 y hasta finales de la década de 1920 fue poco usado. No sería hasta mediados del siglo XX cuando las competiciones en Europa comenzaron a llamarse rally y que en Francia, país donde se celebraron muchas de las primeras carreras de automóviles, se le añadió la letra 'e' al final, quedando: rallye.